# Федерация триатлона России
Федерация триатлона России (или ФТР) (англ. Russian Triathlon Federation) — это общероссийская общественная организация, спортивная федерация, общероссийский руководящий орган по триатлону и его дисциплинам (аквабайк, акватлон, дуатлон, зимний триатлон, кросс-дуатлон, кросс-триатлон), который представляет Россию в Международном триатлоне и Европейском союзе триатлона.

## История
Федерация триатлона России учреждена в 1992 году, зарегистрирована 23 августа 1993 года, с целью популяризации и развития вида спорта «триатлон» в Российской Федерации и защиты общих интересов членов Федерации в регионах России.
Федерация триатлона России является преемником Федерации триатлона СССР, учреждённой 7 декабря 1989 года. В связи с чем в других государствах возникших на постсоветском пространстве после распада СССР национальные федерации триатлона создавались «с нуля».
Штаб-квартира находится по адресу: 119991, город Москва, Лужнецкая набережная, дом 8.
ФТР в качестве общероссийской спортивной федерации аккредитована Минспортом России сроком до 1 апреля 2022 года.
ФТР член Олимпийского комитета России и член Всероссийской ассоциации летних олимпийских видов спорта.

## Структура

### Конференция
Высшим руководящим органом ФТР является созываемая решением Президиума конференция, которая проводится не реже одного раза в два года. Отчётно-выборная конференция проводится один раз в четыре года.
Согласно уставу высшим органом управления ФТР является Конференция. Конференция проводится не реже одного раза в два года. Отчётно-выборная конференция проводится один раз в четыре года. Президиум является постоянно действующим коллегиальным руководящим органом.

### Президиум
Президиум является постоянно действующим коллегиальным органом, который осуществляет права юридического лица от имени ФТР и исполняет её обязанности. Количество членов Президиума определяется решением Конференции. Президент, вице-президент и лица по представлению Президента и решению Президиума избираются конференцией ФТР.

### Региональные федерации
ФТР осуществляет свою деятельность на территории России через региональные спортивные федерации триатлона, на август 2021 года созданы в 49 субъектах РФ.

## Руководители
Президент — единоличный исполнительный орган ФТР.
- 1992 — 03.11.2010 — Коробов, Анатолий Павлович
- 03.11.2010 — 03.12.2016 — Быстров, Сергей Алексеевич[7]
- 12.2016 — 12.2020 — Иванов, Пётр Валерьевич[8]
- с 5 декабря 2020 года — н.в. — Шойгу, Ксения Сергеевна[9][10]

## Основные задачи и цели
Основные задачи и цели ФТР:
- развитие триатлона в России, повышение его роли в укреплении здоровья, во всестороннем и гармоничном развитии личности, в формировании здорового образа жизни
- содействие развитию массового триатлона в Российской Федерации и совершенствование его форм (спортивные соревнования любителей триатлона, Дни триатлона, Фестивали триатлона, турниры по триатлону, шоу, показательные выступления и другие
- всемерное развитие триатлона среди детей и подростков, содействие расширению сети СДЮШОР по триатлону, ДЮСШ по триатлону, УОР по триатлону
- подготовка спортсменов резерва для спортивных сборных команд России по триатлону
- развитие спортивных международных связей России по триатлону, укрепление связей со спортивными международными организациями по триатлону, представление российского триатлона на международной арене, участие в российских и международных спортивных мероприятиях и спортивных соревнованиях по триатлону
- реализация федеральных целевых программ в области физической культуры и спорта в России в части развита триатлона, разработка и реализация иных программ развития триатлона.

## Функции Федерации
Основные направления деятельности ФТР:
- организация и проведение межрегиональных, всероссийских  и международных спортивных соревнований по триатлону
- организация и проведение спортивных мероприятий по повышению квалификации спортивных специалистов: семинары, симпозиумы, конференции, лекции, выставки и консультации
- разработка и принятие в пределах компетенции ФТР локальных правовых актов, требований и норм триатлона, осуществление контроля за их исполнением
- обеспечение условий для успешного выступления спортивных сборных команд Российской Федерации по триатлону на соревнованиях различного уровня
- развитие и укрепление межрегиональных связей
- осуществление взаимодействия с федеральными органами государственной власти по направлению деятельности, а также иными организациями, сотрудничество с физическими, юридическими и публично-правовыми образованиями, разделяющими и поддерживающими уставные цели ФТР
- повышение значимости вида спорта «триатлон» в учебных заведениях России
- борьба за нравственную чистоту в спорте
- социальная защита прав и интересов спортсменов, спортивных специалистов и ветеранов триатлона
- борьба против использования допинговых и других причиняющих вред здоровью средств и методов в соответствии с Всемирным антидопинговым кодексом Всемирного антидопингового агентства , антидопинговыми правилами МСТ, антидопинговыми правилами, установленными законодательством России
- подготовка судей и организация их работы
- создание благоприятных условий для объединения специалистов в области триатлона в целях профессионального единства, обмена опытом, реализации творческого, научного потенциала членов ФТР, расширения круга занимающихся триатлоном, повышения мастерства действующих спортсменов

## Достижения

### Значимые результаты в 2021 году
Чемпионат мира по зимнему триатлону 2021, Андорра: 
- Elite: Павел Андреев (2 место), Анна Медведева (3 место)
- Elite (эстафета): Евгений Уляшев и Анна Медведева (3 место)
- До 23 лет (среди мужчин): Евгений Евграфов (2 место), Иван Залавцев (3 место)
- До 23 лет (среди женщин): Надежда Белкина (1 место), Ольга Черемисинова (2 место), Валерия Кузнецова (3 место)
- Юниоры: Анастасия Непомилуева (3 место), Ярослав Куриленко (3 место).
- Юниоры (эстафета): Анастасия Непомилуева и Ярослав Куриленко (2 место)

Кубок Европы по триатлону 2021, Польша:
- Elite: Диана Исакова (2 место), Юлия Голофеева (3 место)

Кубок Африки по триатлону 2021, Египет:
- Григорий Антипов (1 место), Михаил Антипов (2 место), Юлия Голофеева (1 место), Диана Исакова (2 место)

Кубок Европы по триатлону среди юниоров 2021, Украина
- Дарья Фирсова (1 место)

Чемпионат Европы по триатлону 2021, Австрия: 
- Смешанная эстафета: Валентина Рясова, Илья Прасолов, Юлия Голофеева и Григорий Антипов (3 место).
- Валентина Рясова - до 23 лет (1 место), основной чемпионат (2 место).

Этап Кубка Европы, Турция (июль 2021 года): Валентина Рясова (2 место), Диана Исакова (3 место)
Этап Кубка Европы (среди юниоров), Турция (июль 2021 года): Павел Сорокин (1 место), Вероника Харисова (3 место)
Кубок Европы (среди юниоров и юниорок), Сербия (август 2021 года ): 
- Дарья Захарова (2 место)
- Смешанная эстафета: Анна Горева, Павел Сорокин, Дарья Захарова, Дмитрий Карпеев (3 место)

### Олимпийские игры
Игорь Сысоев принимал участие в двух Олимпийских Играх в Афинах (2004) и Пекине (2008). Его жена Ирина Абысова получила серьёзную травму во время велосипедного этапа в Пекине и не смогла закончить гонку.
| Год                 | Триатлонисты                                                                                        | Триатлонистки |
| ------------------- | --------------------------------------------------------------------------------------------------- | --- |
| Рио-де-Жанейро 2016 | Игорь Полянский (1:49:11, 31 место) Дмитрий Полянский (1:49:26, 32 место) Александр Брюханков (DNF) | Александра Разарёнова (2:01:09, 20 место) Мария Шорец (2:01:33, 25 место) Анастасия Абросимова (2:02:45, 32 место) |
| Лондон 2012         | Александр Брюханков (7 место) Иван Васильев (13 место) Дмитрий Полянский (26 место)                 | Ирина Абысова (2:01:52, 13 место) Александра Разарёнова (2:09:11, 47 место)                                        |
| Пекин 2008          | Игорь Сысоев (9 место) Дмитрий Полянский (22 место) Александр Брюханков (24 место)                  | Ольга Заусайлова (36 место) Ирина Абысова (DNF)                                                                    |
| Афины 2004          | Игорь Сысоев (15 место)                                                                             | Ольга Генералова (31 место) Нина Анисимова (DNF)                                                                   |
| Сидней 2000         | не выступали                                                                                        | Нина Анисимова (12 место)                                                                                          |

### Чемпионаты мира (класс Elite)
За год до Олимпиады в Лондоне Александр Брюханков, Дмитрий Полянский и Ирина Абысова оценивались в качестве главных претендентов от России на медали.
| Год                              | Триатлеты | Триатлонистки |
| -------------------------------- | --- | --- |
| Мировая серия по триатлону 2011  | Александр Брюханков (5 место) Дмитрий Полянский (8 место) Артём Париенко (30 место) Иван Васильев (31 место) Иван Тутукин (32 место) Валентин Мещеряков (46 место) Игорь Полянский (49 место) Владимир Турбаевский (52 место) Юлиан Малышев (97 место) Андрей Брюханков (133 место) | Ирина Абысова (47 место) Александра Разарёнова (62 место) Мария Шорец (66 место) Анна Бурова (84 место) Анастасия Полянская (93 место) Любовь Ивановская (107 место) Инна Цыганок (117 место) |
| Мировая серия по триатлону 2010  | Александр Брюханков (8 место) Дмитрий Полянский (14 место) Валентин Мещеряков (17-е место) Владимир Турбаевский (20 место) Юлиан Малышев (30-е место) Иван Тутукин (36 место) Иван Васильев (45 место) Антон Чучко (84 место) Игорь Сысоев (104 место) Игорь Полянский (131 место)  | Ирина Абысова (52 место) Александра Разарёнова (56 место) Анастасия Полянская (64 место) Ольга Дмитриева (88 место) Евгения Сухорученкова (102 место)                                         |
| Мировая серия по триатлону 2009  | Дмитрий Полянский (9 место) Александр Брюханков (11 место) Юлиан Малышев (15-е место) Иван Васильев (19 место) Владимир Турбаевский (33 место) Иван Тутукин (38 место) Иван Васильев (50 место) Артём Париенко (88 место) Игорь Сысоев (92 место)                                   | Ирина Абысова (30 место) Ольга Дмитриева (63 место) Анастасия Полянская (102 место) |
| Чемпионат мира по триатлону 2008 | Игорь Сысоев (7 место) Иван Васильев (10 место) Дмитрий Полянский (11 место) Юлиан Малышев (36 место) | Ольга Заусайлова (23 место) Ирина Абысова (26 место) |
| Чемпионат мира по триатлону 2007 | Игорь Сысоев (17 место) Владимир Турбаевский (63 место) Дмитрий Полянский (DNF) | Ирина Абысова (32 место) Евгения Матвеева (46 место) Ольга Заусайлова (57 место) Ольга Дмитриева (60 место)                                                                                   |
| Чемпионат мира по триатлону 2006 | Игорь Сысоев (24-е место) | Ирина Абысова (32-е место) Ольга Заусайлова (37-е место) Ольга Дмитриева (59-е место) Ольга Генералова (DNF) Анастасия Полянская (DNF)                                                        |
| Чемпионат мира по триатлону 2005 | Игорь Сысоев (31-е место) | не выступали |
| Чемпионат мира по триатлону 2004 | Игорь Сысоев (5-е место) Иван Васильев (23-е место) | Ольга Генералова (24-е место) Нина Анисимова (31-е место) |
| Чемпионат мира по триатлону 2003 | Иван Васильев (DNF) | не выступали |
| Чемпионат мира по триатлону 2002 | не выступали | Нина Анисимова (35-е место) |

## Международные соревнования в России
Международные мероприятия по триатлону, состоявшиеся в России:
- 1992 год — этап Кубка мира ITU, Москва. Состоялся визит президента ITU Лесса Макдональда
- 1994 год — Игры Доброй воли, Санкт-Петербург
- 1997 год — этап Кубка Европы ETU, Санкт-Петербург
- 2011—2013 годы — этапы Кубка Европы ETU среди юниоров, Пенза
- 2014 год — первенство Европы ETU среди спортсменов до 23 лет и юношей 15-17 лет, Пенза
- 2015 год — финал Кубка Европы ETU, Сочи
- 2018 год — конференция президентов национальных федераций триатлона стран Европы (ETU President’s Conference)
- 2019 год — чемпионат Европы (спринт) ETU, Казань

### Финал Кубка Европы по триатлону на олимпийской дистанции 2015
Впервые в истории триатлона в 2015 году финал Кубка Европы провели в России в городе Сочи. 26 сентября 2015 года 33 мужчины и 22 женщины вышли на старт олимпийской дистанции. Победителями стали россиянин Дмитрий Полянский с результатом 01:46:09 и немка Лиза Зибургер Lisa с результатом 01:59:05.

### Чемпионат Европы по триатлону спринт 2019
28 октября 2017 года Европейский союз триатлона на официальном сайте сообщил о том, что Казань примет Чемпионат Европы по триатлону на дистанции спринт в 2019 году. Об избрании Казани местом проведения стало известно по итогам заседания бюро Европейского союза триатлона, члены которого единогласно избрали столицу Татарстана в качестве места проведения. Заседание прошло в австрийском Китцбюэле. Заявку Казани представил министр спорта Татарстана Владимир Леонов.